# Randy White
College Football Hall of Fame 1994
Pro Football Hall of Fame 1994
(en) Statistiques sur pro-football-reference
Randall Lee White dit Randy White (né le 15 janvier 1953 Pittsburgh) est un joueur américain de football américain. Il fit l'ensemble de sa carrière dans la franchise des Cowboys de Dallas.

## Carrière

### Université
White fait ses études à la Thomas McKean High School de Wilmington dans le Delaware, jouant notamment au poste de fullback. Il est recruté par l'université du Maryland. Après une très mauvaise saison (l'équipe ne remporte que deux matchs), l'entraîneur Jerry Claiborne décide de place White au poste de defensive end, ce qui se révèle être un excellent choix puisque White devient un des meilleurs joueurs à ce poste de tous les États-Unis. En 1973, il est nommé All-American. Pour sa dernière saison universitaire, il remporte le Outland Trophy, le Lombardi Award et le titre de joueurs de ligne de l'année.

### Professionnel
Randy White est sélectionné au premier tour du draft de la NFL de 1975 au second choix, derrière Steve Bartkowski. À son arrivée dans l'équipe, il est déplacé au poste de linebacker où il est le remplaçant de Lee Roy Jordan pendant deux saisons ne jouant qu'un seul match comme titulaire. Lors de sa première saison, les Cowboys perdent contre les Steelers de Pittsburgh lors du Super Bowl X.
Après la saison 1976, Jordan prend sa retraite, laissant le champ libre à White mais il est ramené au poste de defensive tackle mais il change une nouvelle fois, retrouvant le poste de defensive end, à cause de Larry Cole qui reprenait le poste de tackle. À partir de la saison 1977, Randy va être sélectionné à chaque reprise pour le Pro Bowl et dans l'équipe de la saison (First-team). En 1978, il réalise la statistique exorbitante de seize sacks en une saison. Il remporte lors de cette même saison, le Super Bowl XII.
Il met fin à sa carrière après la saison 1988 après avoir disputé quatorze saisons avec les Cowboys de Dallas. Il a participé à trois Super Bowl, six match de championnat de National Football Conference et fait 1104 tacles et 111 sacks.

## Honneurs
L'année 1994 est une très belle année pour Randy White. Il est intronisé lors de cette même année: au Pro Football Hall of Fame, au College Football Hall of Fame, au Ring of Honor (Cercle d'Honneur) des Cowboys de Dallas et eu temple de la renommée de l'État du Delaware.